# Pseudosynagelides
Pseudosynagelides Zabka, 1991 è un genere di ragni appartenente alla famiglia Salticidae.

## Etimologia
Il nome del genere è composto, per la prima parte, dal prefisso greco ψεῦδο-, psèudo-, che significa falso, fasullo, ingannevole, seguito da Synagelides Strand, 1906, genere dei salticidi con cui ha varie caratteristiche in comune.

## Distribuzione
Le sei specie oggi note di questo genere sono diffuse in Australia: cinque sono endemiche di alcune località del Queensland, la sesta è stata reperita anche nel Nuovo Galles del Sud.

## Tassonomia
Secondo alcuni autori (Zabka e altri) questo genere e Synagelides Strand, 1906, andrebbero classificati insieme ad Agorius nella sottofamiglia Agoriinae Simon, 1901.
A giugno 2011, si compone di sei specie:
- Pseudosynagelides australensis Zabka, 1991 — Queensland
- Pseudosynagelides bunya Zabka, 1991 — Queensland
- Pseudosynagelides elae Zabka, 1991 — Queensland
- Pseudosynagelides monteithi Zabka, 1991 — Queensland
- Pseudosynagelides raveni Zabka, 1991 — Queensland, Nuovo Galles del Sud
- Pseudosynagelides yorkensis Zabka, 1991[2] — Queensland